# Los Bandoleros
Los Bandoleros (Spanisch für „Die gesetzlosen Straßenräuber“) ist ein US-amerikanischer Kurzfilm von Vin Diesel aus dem Jahr 2009. Es ist der zweite und bisher letzte Kurzfilm der Filmreihe Fast & Furious. Es erzählt die Vorgeschichte zum Spielfilm Fast & Furious – Neues Modell. Originalteile. und fungiert als Einleitung der ersten Szene des Films. Der Kurzfilm erschien am 28. Juli 2009. Es wurde später als Teil des Bonusmaterials auf Blu-Ray des vierten Films veröffentlicht.

## Handlung
Leo Tego ist in der Dominikanischen Republik im Gefängnis inhaftiert und führt mit anderen Gefangenen ein Gespräch über Unternehmen, die Elektroautos zurückhalten und Kriege, die nur wegen Öl stattfinden. 
Rico Santos hat unterdessen Schwierigkeiten, Benzin zu finden, um pünktlich zum Abendessen nach Hause zu kommen. Han Lue kommt später aus Tokio angeflogen und wird von Cara und Malo vom Flughafen abgeholt. Sie fahren zu Ricos Haus, wo seine Tante Rubia Probleme mit ihren Benzinrechnungen hat. Han geht nach draußen, um Dom bei der Arbeit an seinem Auto zu sehen, bevor beide ins Haus gehen, um mit der ganzen Familie zu essen. Dominic diskutiert, Leo aus dem Gefängnis zu entlassen und Öl zu stehlen, um die Familie zu unterstützen. Dominic, Cara und Han gehen später in einen Nachtclub, um sich mit dem korrupten Lokalpolitiker Elvis zu treffen, der dafür sorgen kann, dass der Raub am nächsten Morgen auf einer Autobahn stattfinden kann.
Nachdem es Dominic gelungen ist, Leo aus dem Gefängnis zu entlassen und den Plan mit Rico abzuschließen, ist er von der Ankunft seiner Freundin Letty überrascht. Die beiden fahren zusammen an einen Strand und lassen ihrer Liebe freien lauf.